# Parafia Rozesłania Świętych Apostołów w Brzeziu
Parafia Rozesłania Świętych Apostołów w Brzeziu – parafia rzymskokatolicka znajdująca się w diecezji kaliskiej, w dekanacie Pleszew.